# Hedysarum iliense
Hedysarum iliense är en ärtväxtart som beskrevs av Boris Fedtjenko. Hedysarum iliense ingår i släktet buskväpplingar, och familjen ärtväxter. Inga underarter finns listade i Catalogue of Life.